# 테오 알브레히트
테오 알브레히트(Theo Albrecht, 1922년 3월 28일 ~ 2010년 7월 24일)는 독일의 사업가로, 체인형 할인 슈퍼마켓 대기업 알디 (Aldi)의 CEO이다. 알디의 창업자 카를 알브레히트는 형이다. 1979년부터 2007년까지 트레이더 조스의 CEO를 역임했다. 가족은 아내와 두 아이. 1971년에 변호사에 의해 납치되지만, 17일 후에 몸값 400만 달러로 풀려났다. 그 때, 스스로 범인과 협상 몸값을 가격 인하 시켰다고 한다. 이후 노출을 싫어하고 사생활은 비밀에 싸여 있었지만, 일선에서 물러난 후에는 북해의 작은 섬에 살고 형제와 골프를 즐기는 생활을 하고 있었다고 보도되었다. 2010년에 88 세로 사망하지만 사인은 발표되지 않았다.